# Движение Чхоллима
Движение Чхоллима́ (кор. 천리마운동?, 千里馬運動?, Чхоллима ундон) — массовое движение рабочих за повышение производительности труда, развернувшееся в КНДР во второй половине 1950-х годов.
При поддержке правительства КНДР движение вскоре приобрело более организованный характер, став одной из разновидностей социалистического соревнования. Ударный труд участников движения считается одним из факторов достижения высоких валовых экономических показателей в ходе выполнения пятилетнего плана (1957—1961) и проведения форсированной индустриализации страны.
В середине 1970-х годов движение Чхоллима прекратило свою деятельность, уступив новому движению за обладание Красным знаменем трёх революций. При этом образы тружеников движения Чхоллима активно используются в пропаганде, а руководство КНДР неоднократно предпринимало попытки по его возрождению в первоначальном виде.
Наименование «Чхоллима» отсылает к мифическому крылатому коню, способному, согласно преданиям, преодолевать тысячу ли в день.

## История
Движение Чхоллима не было первым массовым движением, направленным на выполнение тех или иных задач в ходе социалистического строительства. В 1947—1955 годах в КНДР было развёрнуто движение «за социалистическое преобразование частной торговли и промышленности», а с 1953 года — кооперативное движение в сельском хозяйстве, выполнившее свои задачи к 1958 году.

### В годы пятилетки (1957—1961)

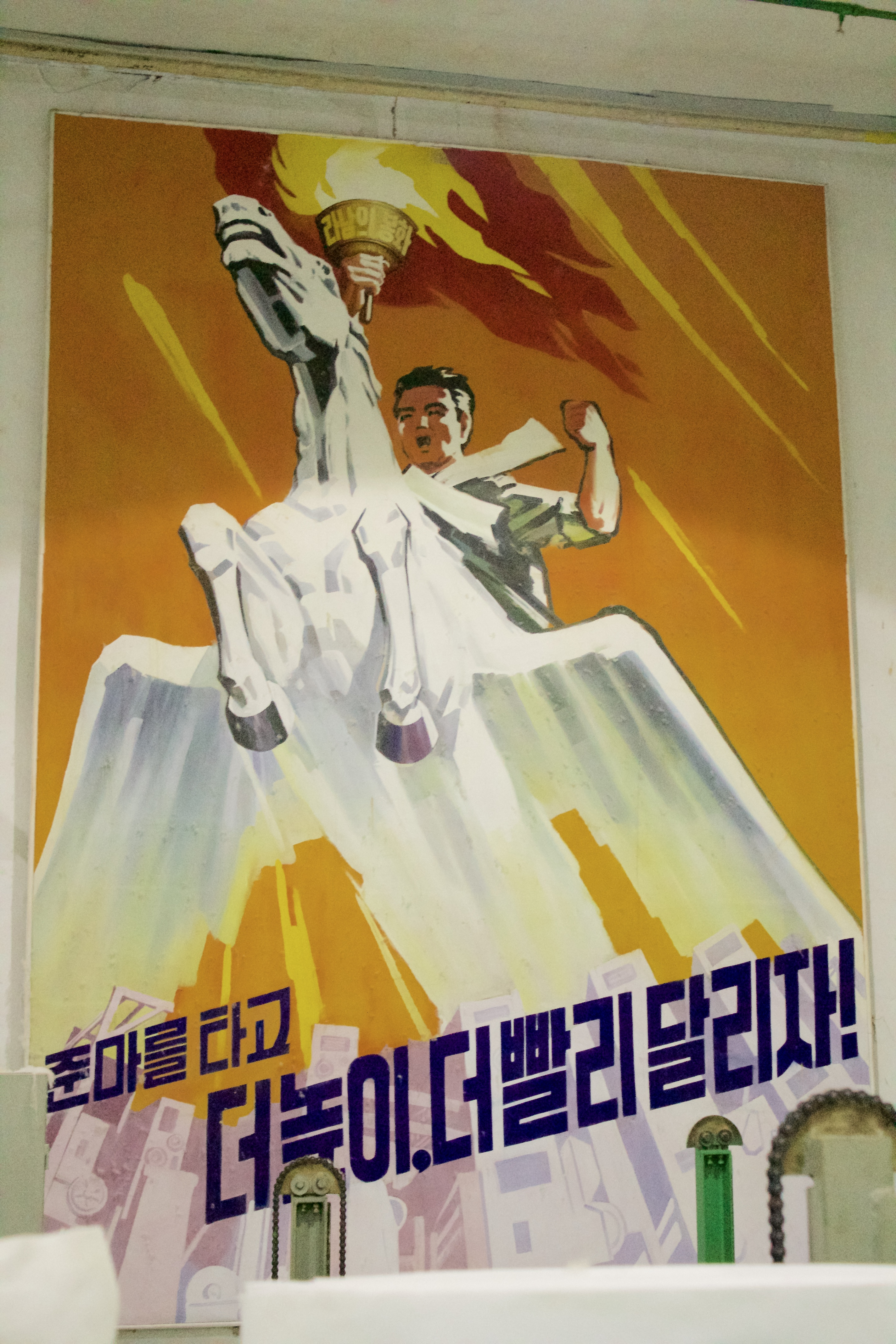
Пропагандистский плакат движения Чхоллима

Впервые термин «Чхоллима» был введён в оборот Ким Ир Сеном в декабре 1956 года незадолго до начала выполнения пятилетнего плана 1957—1961 годов, направленного на превращение КНДР в «индустриально-аграрное социалистическое государство». Им на пленуме ЦК ТПК, состоявшемся в декабре 1956 года, было заявлено о необходимости развёртывания массового движения за максимальную мобилизацию внутренних ресурсов страны, которое обеспечило бы её быстрое развитие. Был выдвинут лозунг: «Устремимся вперёд темпами Чхоллима!». При этом данная кампания была направлена не только на промышленных и сельскохозяйственных рабочих, но и на организации в сфере образования, науки, и здравоохранения, а также культуры. Своё название движение позаимствовало из древней корейской мифологии. Само слово «Чхоллима» — китайского происхождения (кит. 千里馬, Цяньлима) и в дословном переводе значит «лошадь [за день пробегающая] тысячу ли». По мнению С. О. Курбанова, применение традиционного корейского понятия символизировало новое, независимое направление развития страны. Выражение «темпы Чхоллима» прочно вошло в политический лексикон КНДР и активно используется в пропаганде по сей день.
Первых успехов в рамках движения Чхоллима удалось достичь уже в 1957 году. План производства промышленной продукции за 1957 год был перевыполнен на 17 %, а общий рост объёмов промышленного производства составил 44 %. С 1958 года движение, подкреплённое активной идеологической работой, развёртывается уже в масштабах всей страны. Рабочим, которые перевыполняли намеченные планы по производству продукции, присваивалось почётное звание «всадник Чхоллима».
С марта 1959 года движение приобретает более организованную форму, становясь движением бригад Чхоллима. Инициаторами движения бригад стали члены бригады Чин Ын Вона на Кансонском сталелитейном заводе, благодаря усилиям которых удалось произвести дополнительное количество стали. Согласно регламенту движения, бригада получала почётное звание «бригады Чхоллима», достигнув производственных показателей, достаточно высоких для того, чтобы выделяться среди других бригад со всей страны. Звания присваивались на конкурсной основе в рамках национальной системы оценивания. Бригаде, получившей звание бригады Чхоллима, вручалось знамя с изображением летящего коня и другие награды. Работникам предприятий также были предоставлены стимулы к производству, включая специальные премии и похвалы.
Движение тем самым стало новой формой социалистического соревнования между производственными бригадами, отстаивающими коммунистический образ жизни.
Г. В. Грязнов приводит следующие данные, свидетельствующие о размахе движения:
| Год                         | Участвовало в движении | Участвовало в движении | Получили звание бригад Чхоллима | Получили звание бригад Чхоллима |
| Год                         | число бригад           | число членов бригад    | число бригад                    | число членов бригад             |
| --------------------------- | ---------------------- | ---------------------- | ------------------------------- | ------------------------------- |
| 1959                        | 2 510                  | 50 248                 | 166                             | 3 624                           |
| 1960                        | 22 082                 | 387 412                | 911                             | 20 722                          |
| См.: Грязнов, 1966, с. 129. |                        |                        |                                 |                                 |

По оценкам специалистов, движение Чхоллима в ходе пятилетки (1957—1961) стало залогом достижения более высоких экономических показателей по сравнению с предшествовавшей трёхлеткой (1954—1956). Основные показатели роста, запланированные на пятилетку, были достигнуты всего за 2 года и 6 месяцев, а полностью пятилетний план был выполнен к 1960 году. Объёмы промышленного производства за этот период выросли в 3,5 раза, а среднегодовые темпы прироста объёмов производства составили 36,3 %. Советские корееведы подчеркивали, что следствием успешного выполнения пятилетнего плана явилось превращение КНДР из бывшей отсталой колониальной территории в «индустриально-аграрное социалистическое государство».

### Дальнейшее развитие
В феврале 1960 года Ким Ир Сеном в ходе служебной поездки в село Чхонсанри уезда Кансо провинции Южная Пхёнан на основании опыта движения Чхоллима был сформулирован новый подход к политическому руководству сельским хозяйством, получивший название «метод Чхонсанри», позднее распространившийся на всю партийную работу в целом. Подход расценивается исследователями как логическое продолжение движения Чхоллима с его опорой на энтузиазм и «творческую инициативу» масс с той лишь разницей, что, согласно методу Чхонсанри, задача воодушевления трудовых коллективов на выполнение производственных заданий возлагалась на плечи руководства.
На IV съезде Трудовой партии Кореи (11—18 сентября 1961 г.) успехи движения Чхоллима были подчёркнуты — оно было провозглашено «генеральной линией партии в строительстве социализма». Эта формулировка была закреплена и новой Конституции КНДР, принятой в 1972 году, где указывалось, что движение Чхоллима является «движущей силой экономического развития при социализме».
В 1961—1962 годах на базе опыта движения Чхоллима и в соответствии с основными принципами метода Чхонсанри возникла Тэанская система — новая система управления промышленностью, вскоре охватившая всё народное хозяйство КНДР.
В феврале 1973 года по решению Политического комитета ЦК ТПК было развёрнуто «движение групп трёх революций». В задачи групп, состоявших из молодых партийных работников, входило выполнение роли руководителей на предприятиях страны, борьба с бюрократизмом и консерватизмом, омоложение кадров, внедрение новаторских методов работы на местах, содействуя тем самым углублению и развитию трёх революций — идеологической, технической и культурной. В декабре 1975 года в КНДР также было запущено «движение за овладение Красным знаменем трёх революций», которое было объявлено продолжением и развитием движения Чхоллима, но уже на новом этапе социалистического строительства. Новые массовые движения различались по своему характеру и задачам, но они фактически заменили собой движение Чхоллима, взяв на себя его основные функции, что означало прекращение его активной деятельности. Тем не менее Ким Ир Сен до конца жизни в своих публичных выступлениях продолжал упоминать «дух движения Чхоллима», когда требовалось мобилизовать массы на решение тех или иных задач экономического строительства.

### Второе движение
В конце 1990-х годов, когда КНДР вновь пришлось столкнуться с голодом, опыт движения Чхоллима был вновь актуализирован — было провозглашено «второе движение Чхоллима», однако, по оценкам исследователей, оно не получило должного размаха.
В 2008—2009 годах была предпринята новая попытка развёртывания «великого похода Чхоллима». В 2016 году на VII съезде ТПК Ким Чен Ыном была ещё раз озвучена инициатива по возрождению движения.

## Память
Весной 1961 года в Пхеньяне на холме Мансу был воздвигнут Монумент Чхоллима, изображающий рабочего и крестьянку, сидящих верхом на крылатом коне Чхоллима. Монумент стал одной из главных достопримечательностей города.
Крылатый конь Чхоллима стал символом Корейской киностудии (кор. 조선 영화).
Кроме того, множество предприятий, образовательных учреждений, населённых пунктов, улиц и других объектов были названы в честь движения Чхоллима.